# A Curious Thing
A Curious Thing er det andet studiealbum fra den skotske singer-songwriter Amy MacDonald. Det blev udgivet 8. marts 2010. Albummets førstesingle, "Don't Tell Me That It's Over" (fortsættelse "Young lovers" some b-side), blev udgivet 1. marts 2010. Albummets udgivelse blev bekræftet i slutningen af 2009, og titlen og tracklisten blev offentliggjort i januar 2010.
Der blev udgivet fem singler fra albummet. Førstesinglen, "Don't Tell Me That It's Over" blev udgivet i hele verden den 1. marts 2010, og blev fulgt op af "Spark" den 10. maj 2010. De efterfølgende singler var "This Pretty Face", der fik begrænset succes i europæiske lande som Tyskland , hvor MacDonald har en stor fangruppe. Yderligere to singler blev udgivet, "Love Love" og "Your Time Will Come", begge i slutningen af 2010. Albummet solgte over 1 mio. eksemplarer på verdensplan.

## Spor
| Nr. | Titel                                                             | Længde |
| --- | ----------------------------------------------------------------- | ------ |
| 1.  | "Don't Tell Me That It's Over"                                    | 3:15   |
| 2.  | "Spark"                                                           | 3:07   |
| 3.  | "No Roots"                                                        | 4:30   |
| 4.  | "Love Love"                                                       | 3:17   |
| 5.  | "An Ordinary Life"                                                | 3:36   |
| 6.  | "Give It All Up"                                                  | 2:55   |
| 7.  | "My Only One"                                                     | 3:32   |
| 8.  | "This Pretty Face"                                                | 3:57   |
| 9.  | "Troubled Soul"                                                   | 4:47   |
| 10. | "Next Big Thing"                                                  | 3:31   |
| 11. | "Your Time Will Come"                                             | 4:32   |
| 12. | "What Happiness Means to Me / Dancing in the Dark" (hidden track) | 9:21   |

## Hitlister
| Hitliste (2010)                 | Højeste placering |
| ------------------------------- | ----------------- |
| Austrian Albums Chart           | 1                 |
| Belgium (Flanders) Albums Chart | 2                 |
| Belgium (Wallonia) Albums Chart | 4                 |
| Danish Albums Chart             | 7                 |
| Dutch Albums Chart              | 2                 |
| European Albums Chart           | 1                 |
| French Albums Chart             | 16                |
| German Albums Chart             | 1                 |
| Greek Albums Chart              | 2                 |
| Irish Albums Chart              | 26                |
| Italian FIMI Albums Chart       | 25                |
| Norwegian Albums Chart          | 22                |
| Polish Albums Chart             | 11                |
| Scottish Albums Chart           | 2                 |
| Spanish Albums Chart            | 13                |
| Swedish Albums Chart            | 5                 |
| Swiss Albums Chart              | 1                 |
| UK Albums Chart                 | 4                 |